# باشگاه فوتبال اوراشی
باشگاه فوتبال اوراشی (به کرواتی: Hrvatski nogometni klub Orašje) یک باشگاه فوتبال حرفه‌ای از شهر اوراشی است که در بوسنی و هرزگوین واقع شده‌است. این باشگاه در سال ۱۹۹۶ تأسیس شد، و یکی از جدیدترین باشگاه‌های حاضر در لیگ برتر بوسنی و هرزگوین است. تیم اوراشی بازی‌های خانگی خود را در ورزشگاه گرادسکی برگزار می‌کند که ظرفیت ۳٬۰۰۰ صندلی دارد. رنگ‌های تیم قرمز و سفید است. این باشگاه در حال حاضر در لیگ دسته اول بوسنی و هرزگوین بازی می‌کند.
پس از قهرمانی در جام حذفی بوسنی و هرزگوین در سال ۲۰۰۶، آنها برای اولین بار در تاریخ خود به لیگ اروپا راه یافتند. آنها در دور اول مقدماتی پس از دو مسابقه در مقابل تیم اسلوونیایی دمژاله از دور مسابقات حذف شدند. قهرمانی جام حذفی ۲۰۰۶ تنها نتیجه بزرگ آنها تاکنون است. هواداران این باشگاه به عنوان جنگجویان سرخ شناخته می‌شوند.